# Kuala Bubon
Kuala Bubon is een bestuurslaag in het regentschap Aceh Barat van de provincie Atjeh, Indonesië. Kuala Bubon telt 247 inwoners (volkstelling 2010).